# The Art Garfunkel Album
| Recensione              | Giudizio |
| ----------------------- | -------- |
| AllMusic                | [ 1 ]    |
| Dizionario del Pop-Rock | [ 2 ]    |

The Art Garfunkel Album è una Compilation del cantante statunitense pop rock Art Garfunkel, pubblicato (solo per il mercato britannico) dalla casa discografica CBS Records nel dicembre del 1984.
La raccolta comprende un brano inedito: Sometimes When I'm Dreaming.

## Tracce

### LP
Lato A
1. Bright Eyes – 3:54 (Mike Batt) – Tratto dall'album: Fate for Breakfast (1979)
2. Break Away – 3:27 (Benny Gallagher, Graham Lyle) – Tratto dall'album: Breakaway (1975)
3. A Heart in New York – 3:11 (Benny Gallagher, Graham Lyle) – Tratto dall'album: Scissors Cut (1981)
4. I Shall Sing – 3:35 (Van Morrison) – Tratto dall'album: Angel Clare (1973)
5. 99 Miles from L.A. – 3:27 (Hal David, Albert Hammond) – Tratto dall'album: Breakaway (1975)
6. All I Know – 3:19 (Jimmy Webb) – Tratto dall'album: Angel Clare (1973)
7. (What A) Wonderful World – 3:25 (Herb Alpert, Lou Adler, Sam Cooke) – Tratto dall'album: Watermark (1978)

Lato B
1. I Only Have Eyes for You – 3:38 (Al Dubin, Harry Warren) – Tratto dall'album: Breakaway (1975)
2. Watermark – 2:51 (Jimmy Webb) – Tratto dall'album: Watermark (1978)
3. I Believe (When I Fall in Love It Well Be Forever) – 3:43 (Yvonne Wright, Stevie Wonder) – Tratto dall'album: Breakaway (1975)
4. Scissors Cut – 3:49 (Jimmy Webb) – Tratto dall'album: Scissors Cut (1981)
5. Sometimes When I'm Dreaming – 3:32 (Mike Batt) – Brano inedito
6. Travellin' Boy – 3:42 (Paul Williams, Roger Nichols) – Tratto dall'album: Angel Clare (1973)
7. The Same Old Tears on a New Background – 3:49 (Stephen Bishop) – Tratto dall'album: Breakaway (1975)

## Musicisti
Bright Eyes
- Art Garfunkel - voce solista
- Chris Spedding - chitarra
- Roland Harker - liuto
- Edwin Roxburgh - oboe
- Lee Hurdle - basso
- Allan Schartzberg - batteria
- Ray Cooper - percussioni
- Mike Batt - produttore

Break Away
- Art Garfunkel - voce solista
- Bill Payne - piano elettrico, sintetizzatore
- Lon Van Eaton - chitarra acustica
- Rick Shlosser - batteria
- Joe Clayton - percussioni
- Graham Nash - accompagnamento vocale, cori
- David Crosby - accompagnamento vocale, cori
- Bruce Johnston - accompagnamento vocale, cori
- Art Garfunkel e Richard Perry - produttore

A Heart in New York
- Art Garfunkel - voce solista
- Michael Brecker - sassofono tenore
- Pete Carr - chitarra
- Graham Lyle - chitarra
- Rob Mounsey - sintetizzatore
- Tony Levin - basso
- Russ Kunkel - batteria
- Crusher Bennett - congas, percussioni
- Art Garfunkel e Roy Halee - produttori

I Shall Sing / All I Know / Travellin' Boy
- Art Garfunkel - voce solista
- Larry Knechtel - tastiere
- Michael Omartian - tastiere
- Louie Shelton - chitarra
- Larry Carlton - chitarra
- Dean Parks - chitarra
- Joe Osborn - basso
- Hal Blaine - batteria
- Jim Gordon - batteria
- J.J. Cale - chitarra
- Fred Carter - chitarra
- Jerry Garcia - chitarra
- Paul Simon - chitarra
- Tommy Tedesco - mandolino, bouzouki
- Jules Broussard - sassofono
- Jack Schroer - sassofono
- Stuart Canin - violino
- Carl Radle - basso
- Jorge Milchberg - charango
- Milt Holland - percussioni
- Dorothy Morrison - accompagnamento vocale-cori
- Sally Stevens - accompagnamento vocale-cori
- Jackie Ward - accompagnamento vocale-cori
- St. Mary's Choir - accompagnamento vocale-cori
- Art Garfunkel e Roy Halee - produttori (eccetto brano All I Know, prodotto dal solo Roy Halee)

99 Miles from L.A.
- Art Garfunkel - voce solista
- Louie Shelton - chitarra acustica
- Lee Ritenour - chitarra acustica
- Bill Payne - piano elettrico
- Reinie Press - basso
- Denny Seiwell - batteria
- Del Newman - arrangiamento strumenti ad arco, flauti e strumenti a fiato, conduttore musicale
- Art Garfunkel e Richard Perry - produttore

(What A) Wonderful World
- Art Garfunkel - voce
- James Taylor - voce
- Paul Simon - voce, chitarra acustica
- Hugh McCracken - chitarra elettrica
- Richard Tee - piano elettrico
- Tony Levin - basso
- Ralph MacDonald - percussioni
- Stephen Gadd - batteria
- Christopher Dedrick - arrangiamento strumenti ad arco
- Phil Ramone - produttore

I Only Have Eyes for You
- Art Garfunkel - voce solista
- Andrew Gold - batteria, piano, chitarra elettrica
- Nicky Hopkins - pianoforte, Fender Rhodes
- Joe Osborn - basso
- Stephen Bishop - accompagnamento vocale, cori
- Del Newman - arrangiamento strumenti ad arco, arrangiamento strumenti a fiato, conduttore musicale
- Art Garfunkel e Richard Perry - produttore

Watermark
- Art Garfunkel - voce solista
- Jimmy Webb - tastiere
- Pete Carr - chitarre
- Paul Desmond - sassofono alto
- David Crosby  - accompagnamento vocale-cori
- Stephen Bishop - accompagnamento vocale-cori
- Bob Dorough - accompagnamento vocale-cori
- Leah Kunkel - accompagnamento vocale-cori
- Joe Osborn - basso
- Tom Roady - percussioni
- Bill Payne - sintetizzatore Oberheim
- Jack Schroer - sassofono, arrangiamento strumenti a fiato
- Joe Farrell - flauto, oboe, corno inglese
- Tommy Vig - vibrafono
- David Campbell - arrangiamento strumenti ad arco
- Jimmie Haskell - arrangiamento strumenti ad arco
- Barry Beckett (The Muscle Shoals Rhythm Section) - tastiere
- Jimmy Johnson (The Muscle Shoals) - chitarra elettrica
- David Hood (The Muscle Shoals) - basso
- Roger Hawkins (The Muscle Shoals) - batteria
- Derek Bell (The Chieftains) - arpa
- Michael Tubridy (The Chieftains) - flauto
- Seán Keane (The Chieftains) - fiddle
- Martin Fay (The Chieftains) - fiddle
- Paddy Moloney (The Chieftains) - uilleann pipes, tin whistle, arrangiamenti musicali
- Art Garfunkel e Barry Beckett - produttori

I Believe (When I Fall in Love It Well Be Forever)
- Art Garfunkel - voce solista
- Larry Knechtel - piano
- Andrew Gold - chitarra acustica, chitarra elettrica, piano elettrico
- Lee Sklar - basso
- Russ Kunkel - batteria
- Del Newman - conduttore musicale, arrangiamento strumenti ad arco e strumenti a fiato
- Art Garfunkel e Richard Perry - produttori

Scissors Cut
- Art Garfunkel - voce solista
- Andrew Gold - chitarra
- Larry Knechtel - tastiere
- Leah Kunkel - accompagnamento vocale, cori
- Teo Macero - conduttore strumenti ad arco
- Rick Marotta - batteria
- Del Newman - arrangiamento strumenti ad arco
- Eugene Orloff - concertmaster
- Joe Osborn - basso
- Dean Parks - chitarra
- Art Garfunkel e Roy Halee - produttori

Sometimes When I'm Dreaming
- Art Garfunkel - voce solista
- Altri musicisti non accreditati
- Mike Batt - produttore

The Same Old Tears on a New Background
- Art Garfunkel - voce solista
- John Jarvis - piano
- Joe Osborn - basso
- Jim Gordon - batteria
- Del Newman - arrangiamento strumenti ad arco e woodwinds, conduttore musicale
- Art Garfunkel e Richard Perry - produttore

## Classifica
Album
| Anno | Classifica            | Posizione raggiunta |
| ---- | --------------------- | ------------------- |
| 1984 | Official Albums Chart | 12                  |

Singoli
| Anno | Titolo del brano            | Classifica             | Posizione raggiunta |
| ---- | --------------------------- | ---------------------- | ------------------- |
| 1984 | Sometimes When I'm Dreaming | Official Singles Chart | 77                  |